# تایم وارنر کیبل آرینا

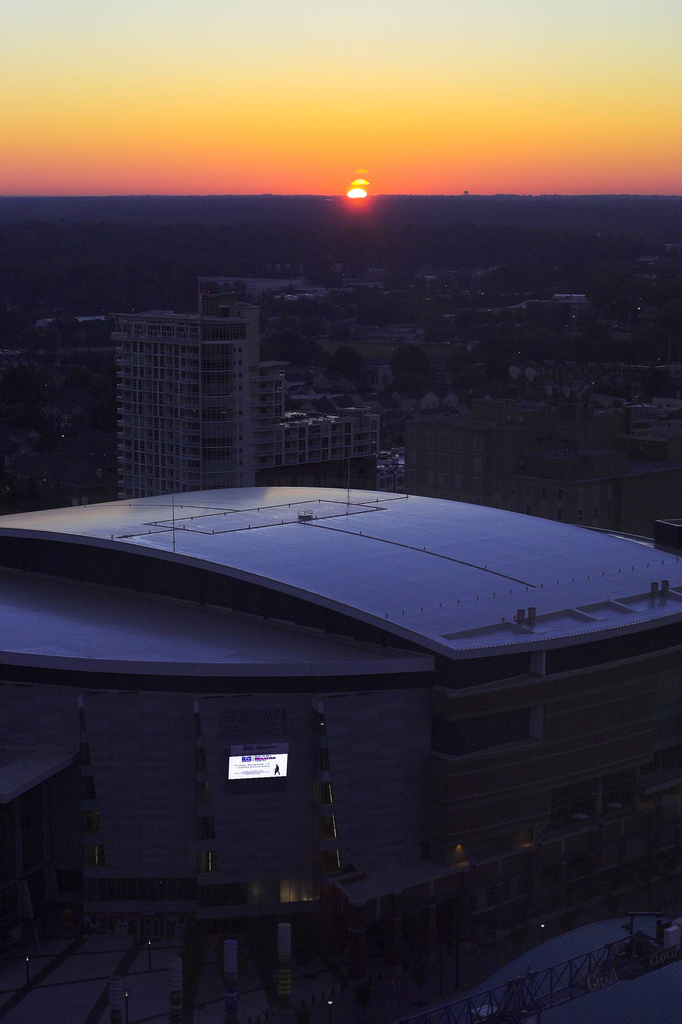

تایم وارنر کیبل آرینا (به انگلیسی: Time Warner Cable Arena)، تأسیس سال ۲۰۰۳، نام ورزشگاهی در شارلوت در کارولینای شمالی است.
این ورزشگاه که برای بازیهای ورزشی و مراسم بزرگ کنسرت استفاده می‌شود، سرپوشیده است، و ۲۰۰۰۰ نفر ظرفیت دارد، و خانهٔ تیم بسکتبال شارلوت بابکتس است.
شرکت تایم وارنر حامی مالی این ورزشگاه بوده‌است. الربی بکت معمار این بنا است.